# Рунець Володимир Олександрович
Рунець Володимир Олександрович  (11 лютого 1982, Одеса) — український журналіст, спеціальний кореспондент телеканалу ICTV, автор і ведучий інформаційно-аналітичної програми “Смотрите сами”, спеціалізується на темах війни та геополітики. 

## Життєпис
У 1999 році вступив на факультет англійської мови Горлівського державного інституту іноземних мов. 
У 2004 році здобув кваліфікацію філолога та вчителя англійської, німецької та французької мов та світової літератури.

## Кар'єра
У вересні 2004 почав викладати англійську мову в Одеському національному морському університеті. 
У 2008 почав кар’єру в журналістиці як редактор англомовної сторінки сайту інформагентства Контекст-Причорномор‘я, яке функціонувало на півдні України - в Одесі, Миколаєві та Херсоні. 
У вересні 2012 переїхав до Києва, де одразу почав працювати журналістом-міжнародником на телеканалі ТВі.
Восени 2013-го почав працювати продюсером Данського суспільного мовника - телеканалу DR в Україні, займався висвітленням подій на Майдані незалежності до березня 2014 року. 
У березні 2014 року приїхав в Донецьк, де після анексії Криму, продовжилася збройна агресія Росії проти України.
В жовтні 2014-го року почав працювати спеціальним кореспондентом 24 каналу, продовжуючи висвітлювати події в Донецькій та Луганській областях. 
В листопаді 2017 року почав працювати в команді російськомовного телеканалу “Настоящее Время” журналістського проєкту Радіо Вільна Європа/ Радіо Свобода. На посаді українського кореспондента телеканалу займався розслідуванням діяльності ПВК Вагнера на території України, став автором матеріалів на соціальні та політичні теми. Висвітлював події, які стосуються України в різних країнах світу. 
З жовтня 2021 року до липня 2022 працював кореспондентом "Факти Тижня" на телеканалі ICTV, зараз здебільшого спеціалізується на міжнародній тематиці, зокрема геополітичних питаннях та військових конфліктах у світі. 
З 13 червня 2022 року – автор і ведучий інформаційно-аналітичної програми “Смотрите сами”, що створюється Starlight Новини на замовлення каналу іномовлення FREEDOM заради протидії кремлівським наративам та фейкам. “Смотрите сами” створювалася як 15-хвилинний короткий оглядовий продукт, але швидко перетворилася на повноформатну аналітичну програму, головною фішкою якої є залучення аудиторії до дискусії, спонукання до роздумів та власних висновків. Це перший інформаційно-партиципаційний продукт, де аудиторія протидіє дезінформації та пропаганді разом з автором.
Володимир Рунець неодноразово брав інтерв’ю у визначних особистостей сьогодення. Серед них – ексклюзивне інтерв’ю з генеральним секретарем НАТО Єнсом Столтенбергом та інтерв’ю з бригадним генералом та командувачем Десантно-штурмових військ Збройних сил України Ігорем Скибюком.
Також, Володимир Рунець є автором проєкту двосерійного документального фільму "Другий фронт", який розповідає про все, що відбувалося і відбувається за лаштунками міжнародних організацій, резиденцій, посольств та офісів під час великої війни проти України. 